# 佟應龍
佟應龍（1481年—？），字司言，遼東都司遼中衛軍籍，直隸山陽縣人，明朝政治人物。

## 生平
弘治十七年（1504年）甲子科山東鄉試第二十二名舉人。正德十六年（1521年）中式辛巳科會試第二百名，登第三甲第二十四名進士。官至陝西鳳翔府知府。

## 家族
曾祖佟壽；祖父佟清，贈知府；父佟珍，曾任布政司右參政。母周氏（封泰人）。永感下。